# Ottokar Runze
Ottokar Runze (Berlin, 1925. augusztus 19. – Neustrelitz, 2018. szeptember 22.) német filmrendező, forgatókönyvíró, producer.

## Fontosabb filmjei
- Viola und Sebastian (1972, forgatókönyvíró és producer is)
- Der Lord von Barmbeck (1973, forgatókönyvíró és producer is)
- Im Namen des Volkes (1974, producer is)
- Verlorenes Leben (1975, producer is)
- Die Standarte (1977, producer is)
- Der Mörder (1979, forgatókönyvíró és producer is)
- Stern ohne Himmel (1981, producer is)
- Feine Gesellschaft – beschränkte Haftung (1982, producer is)
- Der Schnüffler (1983)
- Die Hallo-Sisters (1990, producer is)